# Трамен
Траме́н (фр. Tramain, брет. Tremaen, галло Tramaen) — коммуна во Франции, находится в регионе Бретань. Департамент — Кот-д’Армор. Входит в состав кантона Плене-Жюгон. Округ коммуны — Сен-Бриё.
Код INSEE коммуны — 22341.

## География
Коммуна расположена приблизительно в 360 км к западу от Парижа, в 65 км северо-западнее Ренна, в 30 км к юго-востоку от Сен-Бриё.

## Население
Население коммуны на 2016 год составляло 691 человек.
| 1962 | 1968 | 1975 | 1982 | 1990 | 1999 | 2008 | 2016 |
| ---- | ---- | ---- | ---- | ---- | ---- | ---- | ---- |
| 436  | 463  | 473  | 460  | 483  | 527  | 647  | 691  |

## Администрация
| Период | Период | Фамилия      | Партия                  | Примечания |
| ------ | ------ | ------------ | ----------------------- | ---------- |
| 2001   | 2008   | Жозе Берто   | Социалистическая партия |            |
| 2008   | 2014   | Мишель Жере  |                         |            |
| 2014   |        | Шанталь Дежу | Разные левые            | служащая   |

## Экономика

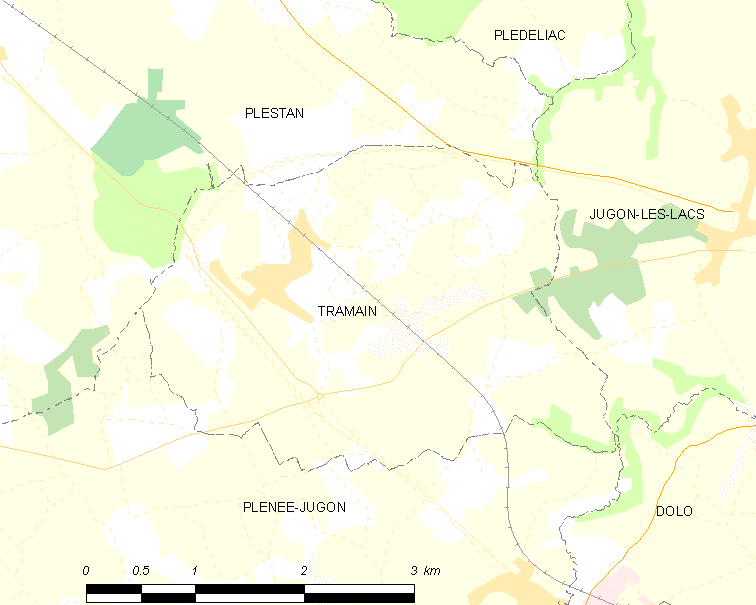
Карта коммуны

В 2007 году среди 385 человек в трудоспособном возрасте (15—64 лет) 313 были экономически активными, 72 — неактивными (показатель активности — 81,3 %, в 1999 году было 72,6 %). Из 313 активных работали 293 человека (157 мужчин и 136 женщин), безработных было 20 (8 мужчин и 12 женщин). Среди 72 неактивных 21 человек были учениками или студентами, 34 — пенсионерами, 17 были неактивными по другим причинам.